# Anschlag von Izmir am 5. Januar 2017
Beim Anschlag von Izmir am 5. Januar 2017 kam es vor einem Gerichtsgebäude im Stadtteil Bayraklı zu einer Schießerei und Explosion einer Autobombe, wodurch zwei Menschen getötet und fünf weitere verletzt wurden. Zwei Attentäter wurden von der Polizei erschossen. Die türkische Regierung macht die PKK für den Anschlag verantwortlich.

## Ablauf
Laut Izmirs Gouverneur Erol Ayyıldız hatten mindestens zwei Männer versucht, mit ihrem Fahrzeug auf einen für gerichtliche Mitarbeiter reservierten Parkplatz am Gerichtsgebäude zu gelangen, was ihnen vom Sicherheitspersonal an einem Kontrollpunkt an der Zufahrt verweigert wurde. Daraufhin seien die beiden Männer ausgestiegen und hatten sich vom Fahrzeug entfernt, wobei sie das Feuer aus Sturmgewehren auf die Sicherheitskräfte eröffneten. Kurz darauf kam es zur Explosion der Autobombe. Die Explosion wurde von Überwachungskameras und der Schusswechsel auch von mehreren Augenzeugen festgehalten. Die beiden Angreifer wurden unweit des Explosionsortes von Polizisten erschossen.
Bei dem Anschlag wurden der Polizist Fethi Sekin sowie ein Mitarbeiter des Gerichts getötet und fünf Personen verletzt. Fethi Sekin war im Schusswechsel mit den Angreifern getötet worden, nachdem er deren Eindringen auf den Parkplatz verhindert und einen der Täter erschossen hatte. Laut Vizeministerpräsident Veysi Kaynak waren die Angreifer für einen größeren Anschlag ausgerüstet und hätten wahrscheinlich ein Massaker im Gerichtsgebäude verursacht. Neben zwei Sturmgewehren des Typs Kalaschnikow waren die Angreifer auch mit Faustfeuerwaffen, Handgranaten und einer Panzerfaust des Typs RPG-7 mit mehreren Granaten bewaffnet.

## Attentäter
Die beiden getöteten Angreifer wurden als Mustafa Çoban (* 1987) und Enes Yıldırım (* 1991) identifiziert. Beide waren Angehörige der Freiheitsfalken Kurdistans (TAK), was von dieser Organisation bestätigt wurde. Die TAK wird von der türkischen Regierung nicht als eigenständige Organisation, sondern als terroristischer Arm der PKK bezeichnet.
Der Vater eines der Attentäter berichtete, dass sein Sohn ein Mathematikstudium abgeschlossen, sich vor fünf Jahren der Terrororganisation angeschlossen und den Kontakt zur Familie abgebrochen habe. Der Leichnam wurde inmitten von Kohlensäcken der Familie übergeben, da sämtliche Beerdigungsinstitute sich geweigert hatten, die sterblichen Überreste zu überstellen.

## Reaktionen
Nach dem Anschlag wurden das Gerichtsgebäude evakuiert und ein verdächtiges Fahrzeug kontrolliert gesprengt. Es soll sich dabei um einen möglichen Fluchtwagen der Angreifer gehandelt haben. Eine anfangs berichtete Fahndung nach einem dritten Täter wurde von den Behörden nicht bestätigt. Die Regierung verhängte eine Nachrichtensperre.
Fethi Sekins Einsatz wurde von Ministerpräsident Binali Yıldırım besonders hervorgehoben. Die Straße vor dem Gerichtsgebäude und ein großer Freizeitpark in Izmir wurden nach ihm benannt. Justizminister Bekir Bozdağ teilte mit, dass die PKK hinter dem Anschlag stecke und gab die Festnahme von 18 Verdächtigen bekannt.
Nach dem Bombenanschlag in Izmir hat der deutsche Bundesaußenminister Frank-Walter Steinmeier der Türkei den Rückhalt Deutschlands im Kampf gegen den Terror zugesagt und die türkischen Sicherheitskräfte für ihren Einsatz gelobt. Johannes Hahn, Kommissar für Erweiterung und Europäische Nachbarschaftspolitik, verurteilte den Anschlag und erklärte die Solidarität der EU mit den Menschen in der Türkei. Weitere Solidaritäts- und Beileidsbekundungen kamen von den Botschaften Großbritanniens, Australiens und der USA.